# Teatro romano de Cartagena

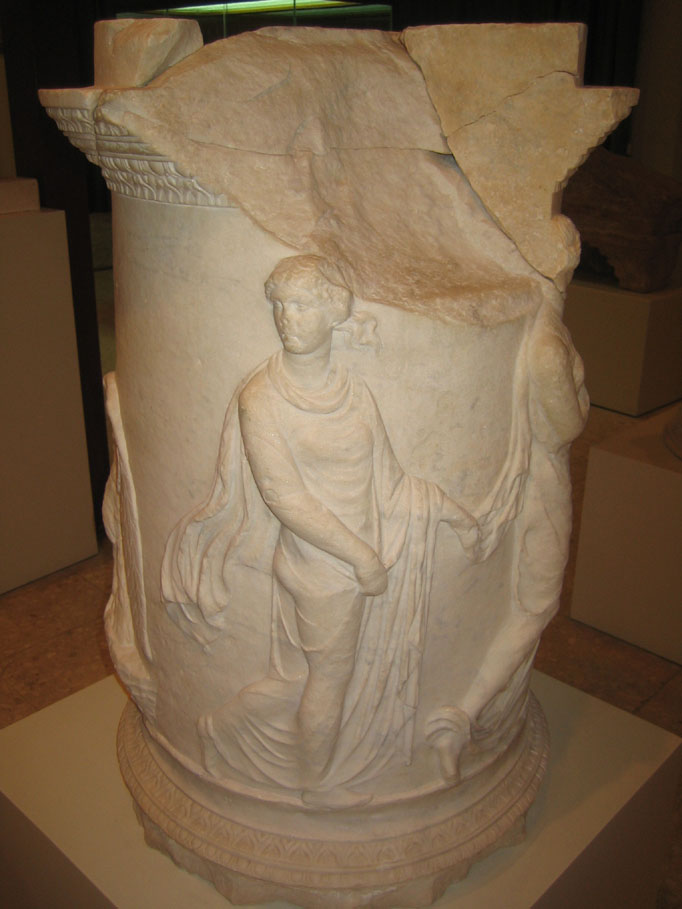
Altar de Júpiter encontrado en el teatro romano de Cartagena. Museo del Teatro Romano.

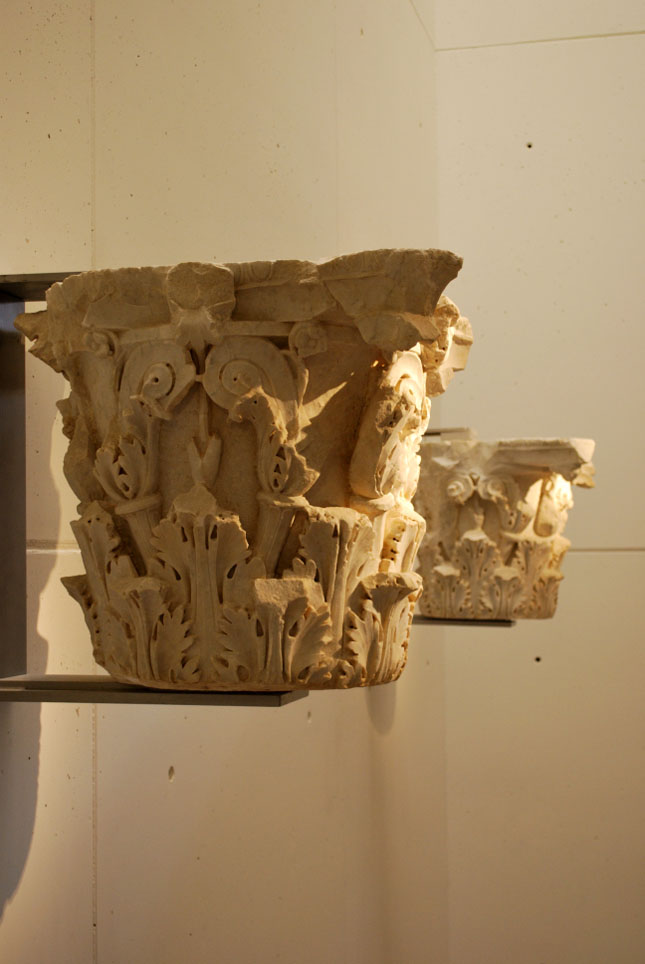
Capitel corintio del teatro romano de Cartagena. Museo del Teatro Romano.

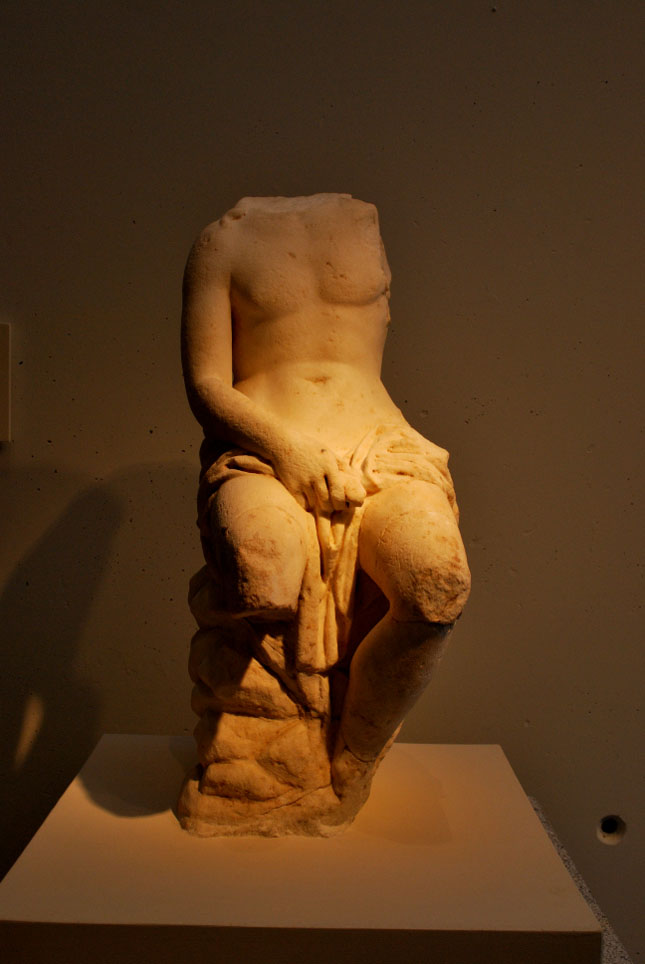
Apolo. Museo del Teatro Romano.

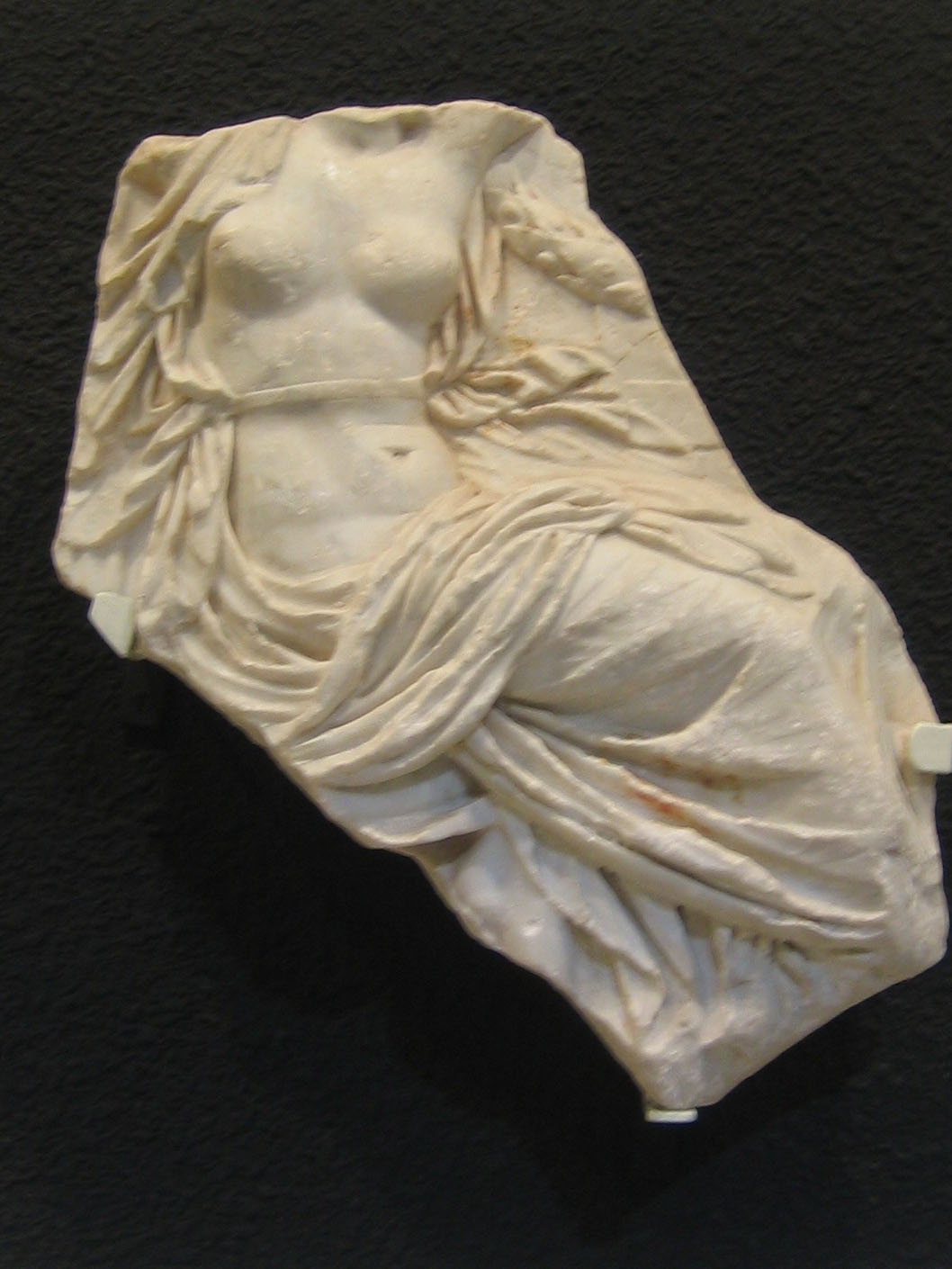
Rea Silvia. Museo del Teatro Romano.

El teatro romano de Cartagena es un teatro de época romana, construido entre los años 5 y 1 a. C. en la ciudad de Cartago Nova, actual Cartagena.
Tenía capacidad para unos 7000 espectadores y estuvo en uso hasta el siglo III, a partir del cual se fueron superponiendo diferentes construcciones. En 1988 fue descubierto por el arqueólogo de la Universidad de Murcia Sebastián Ramallo Asensio, que dirigió las excavaciones que lo exhumaron. Para poder ser visitado se creó el Museo del Teatro Romano de Cartagena.
El 21 de enero de 1999 fue declarado Bien de Interés Cultural en la categoría de monumento.

## Historia

### Construcción
El teatro romano fue construido en tiempos del emperador Augusto. En 44 a. C. la ciudad había sido elevada al rango de colonia romana, bajo el título de Colonia Vrbs Iulia Nova Carthago (C.V.I.N.C) y, poco después, el emperador Augusto se lanzó al ambicioso plan de romanización y urbanización de la ciudad, que ya contaba con un gran anfiteatro, de época republicana, y que el emperador dotaría de un gran foro y un teatro de grandes dimensiones.[cita requerida]
El teatro fue dedicado a Lucio César y Cayo César, príncipes de la juventud y nietos de Octavio Augusto, cuyos nombres aparecen en dos grandes dinteles de mármol gris situados sobre los accesos oriental y occidental del teatro. Por esta razón, se sabe que fue construido entre los años 5 y 1 a. C.
Se construyó con diversos materiales: calizas y mármoles del Cabezo Gordo (Torre-Pacheco), areniscas de las canteras locales, y, destacan las columnas realizadas en travertino rojo de Mula, y muy especialmente toda la ornamentación escultórica del teatro que fue realizada en mármol pentélico blanco procedente de Grecia y muy posiblemente tallados en talleres imperiales en la propia Roma e importados expresamente a la ciudad para la construcción del teatro.[cita requerida]

### Barrio comercial sobre el teatro
Con la creación de la provincia romana de la Carthaginense con capital en la ciudad en el siglo III, la ciudad vivió una cierta recuperación poblacional y económica y, sobre el teatro, y aprovechando materiales de este, se construyó un mercado columnado cuya plaza principal, en forma semicircular fosilizaba la estructura de la orchestra. Los capiteles, columnas, e incluso esculturas formaban parte de los muros y cimientos de las nuevas estructuras. Por esta razón, hasta un 60% del material original con el que fue construido el teatro se encuentra en su lugar original, aunque desplazado.[cita requerida]
Después de la destrucción de la ciudad por los vándalos en 425, este mercado posiblemente quedó muy dañado y en desuso. 
Con la restauración del orden romano, a cargo del emperador bizantino Justiniano I, la refundación de la ciudad como Carthago Spartaria y su reconstrucción y reamurallamiento, sobre las ruinas del teatro romano se instaló un barrio comercial en el siglo VI.[cita requerida]

### Catedral sobre el teatro
Sobre el barrio bizantino y el teatro, se construyó en el siglo XIII la Catedral de Santa María la Vieja. Muchos de los muros de la catedral contienen restos de diferentes épocas, algunos atribuibles al teatro.[cita requerida]

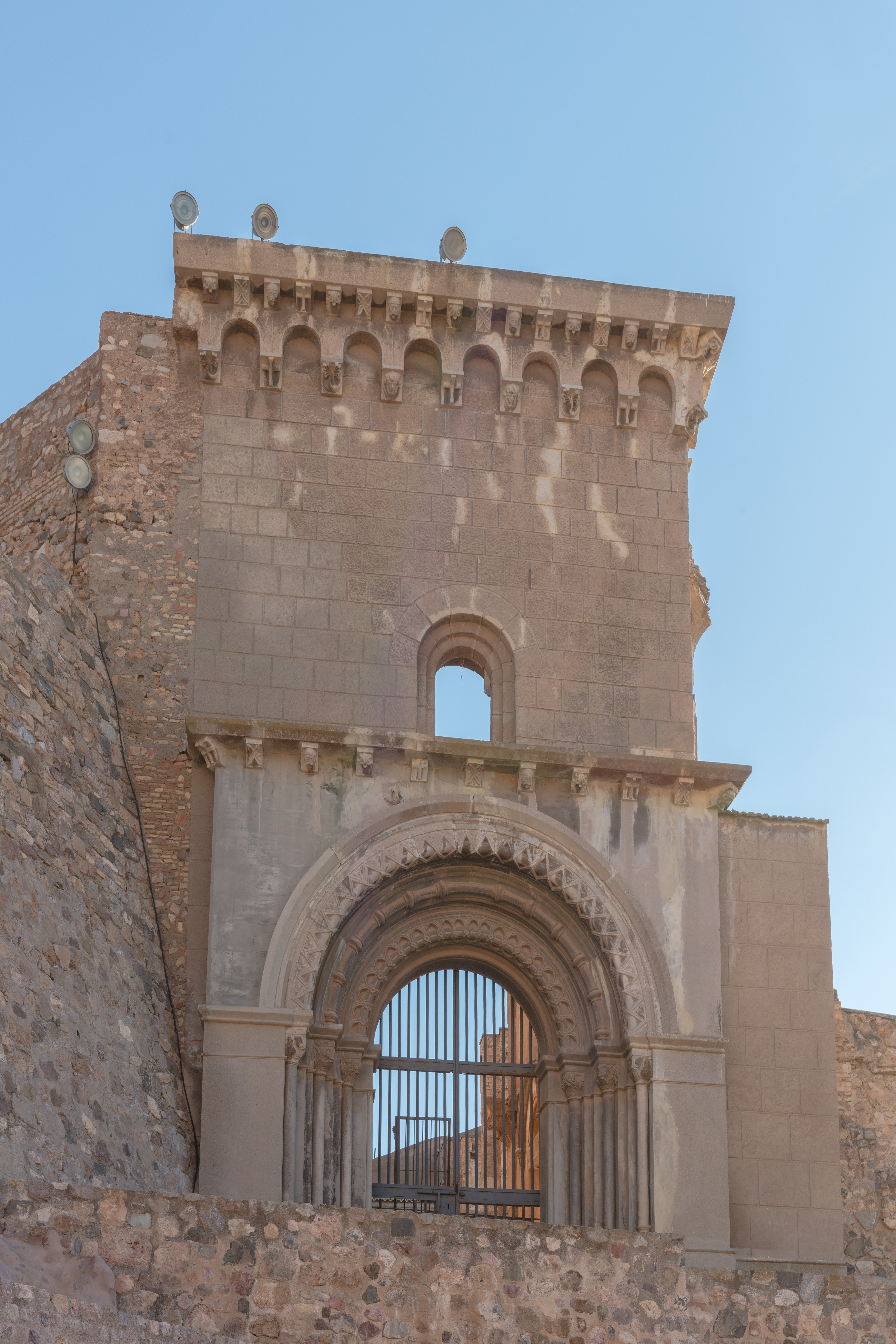
Catedral sobre el teatro

### Descubrimiento
Fue descubierto casualmente cuando se comenzó la construcción del Centro Regional de Artesanía. Al haber estado cubierto por sucesivas capas de ocupación (bizantina, andalusí, bajomedieval...) el teatro estaba oculto y no se tenía ninguna constancia de su existencia. Esta ocultación permitió que una elevada cantidad del material original del teatro se conservara in situ y hasta un 60% de los materiales originales estuvieran enterrados.[cita requerida]

### Restauración y construcción del Museo

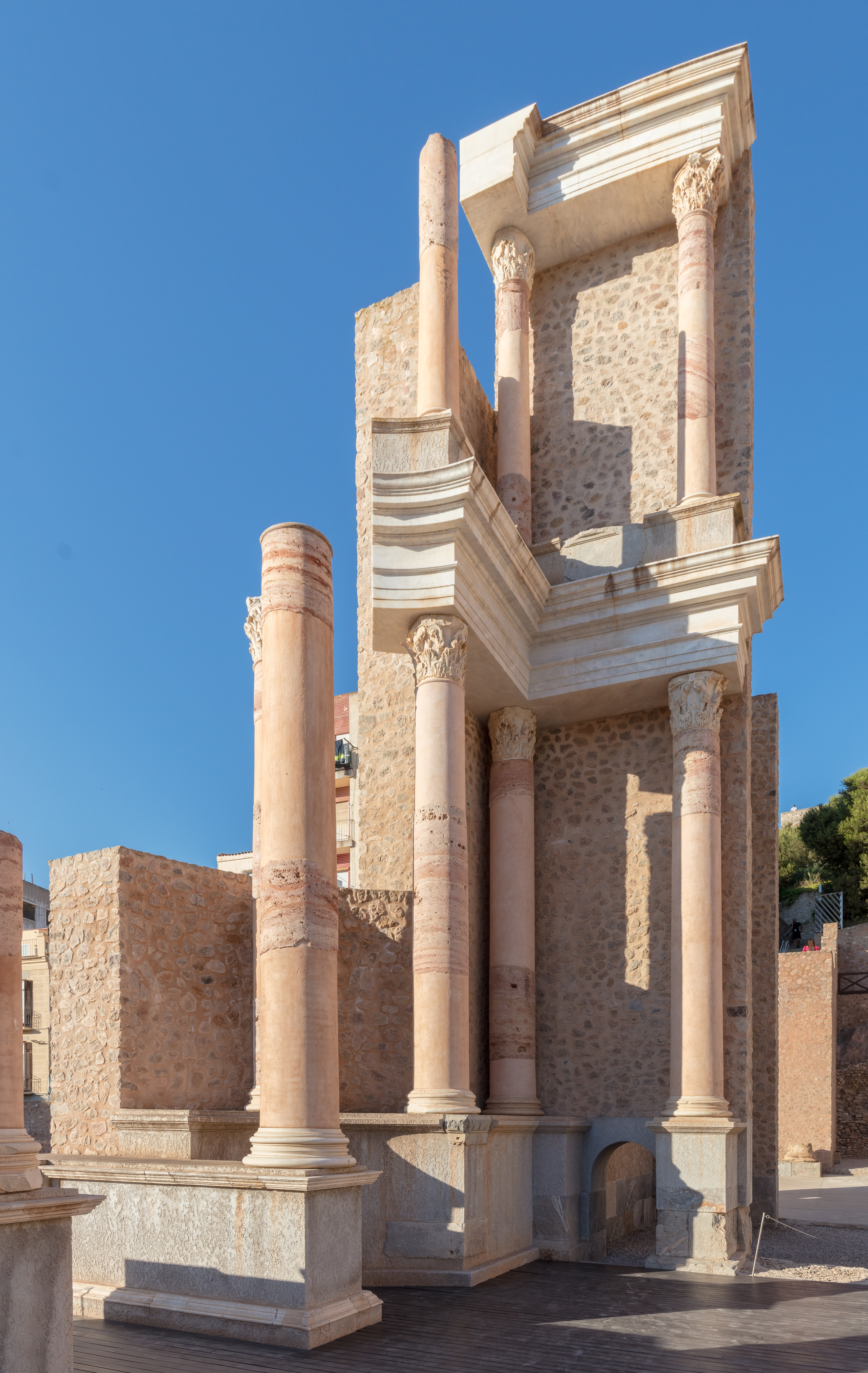
Teatro romano de Cartagena en proceso de restauración.

Después de algunos años de abandono, se emprendió el proyecto de reconstrucción y restauración del monumento, realizada bajo la dirección técnica del arqueólogo Sebastián Ramallo Asensio, siguiendo el criterio de diferenciar claramente los materiales originales de los nuevos.
Paralelamente, se encargó la construcción del Museo del Teatro Romano de Cartagena al arquitecto Rafael Moneo, que fue inaugurado el 11 de julio de 2008.[cita requerida]

## Características

### Estructura
El diámetro de la cávea es de 87,6 metros, con una capacidad de unos 7000 espectadores, aunque grande, superado por los teatros de  Córdoba con una cávea de 124,3 metros,  Cádiz con 120 metros, Zaragoza con 107 metros y Clunia Sulpicia con 91 metros. Estaba excavado casi totalmente en la roca, aprovechando la ladera norte del monte del castillo de la Concepción, correspondiendo al tipo clásico de teatro apoyado en ladera, en la que quedan recortadas las partes inferior y central de la cávea, si bien los cuerpos laterales del edificio se apoyarían en galerías abovedadas.
Sigue el modelo arquitectónico propuesto por Vitruvio:
- Frente escénico con doble columnata, con columnas de fuste en mármol rosa y capiteles en mármol blanco.
- Orchestra: semicírculo frente a la escena en la que se sentaban las autoridades.
- Cávea: en la que según el rango social se situaban los espectadores.
- Proscenio: espacio delante de la escena.
- Pórtico detrás de la escena: patio porticado detrás de la escena.

### Elementos ornamentales
El teatro fue concebido con un ambicioso programa ornamental. Muchas de las obras debieron de ser esculpidas en mármol griego en talleres imperiales de la propia Roma.[cita requerida] Destacan, bien conservados gracias a su reutilización como material de construcción en la cimentación del mercado tardorromano del siglo V, los capiteles corintios del frente escénico, una escultura de Apolo tocando la cítara, un bajorrelieve esculpido de la Rea Silvia y, especialmente, tres altares circulares dedicados a la tríada capitolina (Júpiter, Juno y Minerva) y al cortejo de Apolo (las Gracias, las Musas y las Horas).